# Megapenthes poussereaui
Megapenthes poussereaui là một loài bọ cánh cứng trong họ Elateridae. Loài này được Chassain in Chassain & Girard miêu tả khoa học năm 2004.